# Pedro del Acebo Sotelo
Pedro del Acebo Sotelo (Zamora, siglo xvi) fue un conquistador español del Nuevo Reino de Granada, hoy (Colombia), secretario del general conquistador Gonzalo Jiménez de Quesada, encomendero de Suesca, Topaipí y La Palma.
Fue uno de los primeros conquistadores en llegar con Quesada y uno de los primeros letrados que sirvió en la Real Audiencia del Nuevo Reino de Granada. "quien fué uno de los primeros descubridores de este Reino" dice el capitán Pedro de Mora.
Llegó con Pedro Fernández de Lugo en 1535, fundó varios pueblos y regresó a España, donde le presenta al rey joyas y oro conseguidos en la Conquista. Posteriormente volvió al reino americano, donde fundó Santafé de Bogotá junto a Jimenéz de Quesada, del cual fue su secretario personal. Sirvió como escribano público y de cabildo, y presenció las luchas entre conquistadores.
Se casó con Ana Núñez y tuvo catorce hijos, empezando un gran linaje en América, entre ellos Lorenzo, sucesor de las encomiendas, y Jerónimo, que fue bautizado en Santafé el 9 de octubre de 1567.